# 统 (地层)
统（Series）是依据岩石年龄以及国际公约正式定义的地质年代而对岩层的一种细分，因此，统是定义年代地层单元的地层序列，属于系的细分，而自身又被分为多个阶。
统是一个定义在一定时间段内所形成的岩层单位（年代地层单位）术语，相当于（但不是同义词）定义自身年代时期的地质术语“世”，有时在一些非正式文献中，这两条术词经常会发生混淆。

## 地质年代中的统
| 年代地层学中的岩（岩层）段 | 地质年代学中的时间跨度 | 地质年代学单位 备注              |
| -------------------------- | ---------------------- | -------------------------------- |
| 宇                         | 宙                     | 总计4个，5亿年或更长时间。       |
| 界                         | 代                     | 定义了10个，数亿年。             |
| 系                         | 纪                     | 定义了22个，数千万至1亿年。      |
| 统                         | 世                     | 定义了34个，数千万年。           |
| 阶                         | 期                     | 定义了99个，数百万年。           |
| 带                         | 时                     | 期的细分，国际地层委员会不采用。 |

在地质年代中显生“宇”中的所有“系”都被细分为了“统”，其中一些还有自己的名称。在其他情况下，一种系常被简分为下、中、上三种统，例如，白垩纪系就分为上白垩统和下白垩统；而石炭纪系则被分为宾夕法尼亚统和密西西比统。2008年，国际地层委员会尚未对寒武系所有四个统进行命名，但已表示打算将新元古界的三个系（埃迪卡拉系、成冰系和拉伸系细分为数个“阶”。

## 统和岩石地层学
统可包括同时沉积在不同环境、不同岩石类型的多种岩层单元，如组（formations）、层（bed）、段（member）等。同样，某一岩层单元也可以包括若干统或其中的一部分。

## 另请查看
- 年代地层学